# Katerina Izmaïlova (film)
Pour plus de détails, voir Fiche technique et Distribution.
Katerina Izmaïlova (Катерина Измайлова) est un film soviétique réalisé par Mikhaïl Grigorievitch Chapiro (ru), sorti en 1967.

## Synopsis
Katerina assassine son mari et son beau-père. Elle est envoyée au bagne en Sibérie avec son nouveau compagnon qui la quitte pour une femme plus jeune.

## Fiche technique
Elle a été complétée en recopiant les noms et les fonctions sur le générique du film en version russe 
- Titre original : Катерина Измайлова
- Titre français : Katerina Izmaïlova
- Réalisation : Mikhaïl Chapiro
- Scénario : Dmitri Chostakovitch d'après Lady Macbeth du district de Mtsensk de Nikolaï Leskov
- Musique : Dmitri Chostakovitch
- Chef d'orchestre : Konstantine Simeonov
- Direction artistique : Evgueni Evguenievitch Eneï (ru)
- Décors : V. Slonevski
- Costumes : Evguenia Borissovna Slovtsova
- Photographie : Rostislav Borissovitch Davydov (ru) et Vladimir Vladimirovitch Ponomariov
- Son : Ilia Fiodorovitch Volk (ru)
- Montage : Izolda Leonidovna Golovko (ru)
- Société de production : Lenfilm Studio
- Pays de production :  Union soviétique
- Langue originale : russe
- Format : couleur (sovcolor) - 70 mm - 70 mm, 35 mm - mono
- Genre : Drame et film musical
- Durée : 118 minutes
- Dates de sortie : 
  -  Union soviétique : 10 avril 1967
  -  France : entre le 27 avril et le 12 mai au Festival de Cannes 1967

## Distribution
La liste des acteurs a été prise dans le site «kino-teatr.ru» 
- Konstantine Ignatievitch Adachevski (ru) : un pope
- Nina Antonova : un membre de la chorale
- Igor Pavlovitch Bogolioubov (ru): policier
- Nikolaï Aleksandrovitch Boiarski (ru) : Zinovi Borissovitch
- Tatiana Anatolievna Gavrilova (ru) : Sonetka
- Artiom Mikhaïlovitch Inozemtsev (ru) : Sergueï
- Lioubov Ivanovna Malinovskaïa (ru) : un vieux bagnard
- Aleksandr Vassilievitch Sokolov (ru) : Boris Timofeïevitch
- Konstantine Tiagounov : un vieux bagnard
- Vera Alekseïevna Titova (ru) : un prêtre
- Roman Tkatchouk : le villageois ivre
- Galina Vichnevskaïa : Katerina Lvovna Izmaïlova

Doublures pour les parties chantées :
- V. Guerassimtchouk : double Igor Bogolioubov
- A. Jila : double Lioubov Malinovskaïa
- Gueorgui Andreïevitch Krassoulia (ru) : double Konstantine Adachevski
- Vira Mykhaïlivna Lioubymova (uk) : double Vera Titova
- Viatcheslav Radzievski : double Nikolaï Boiarski
- Mark Stepanovitch Rechetine (ru) : double Konstantine Tiagounov
- Valentina Reka : double Tatiana Gavrilova
- Saveli Strejniov : double Roman Tkatchouk
- Vassili Iakovlevitch Tretiak (ru) : double Artiom Inozemtsev
- Alexandre Vedernikov : double Aleksandr Sokolov}

Autres intervenants : 
- L. Baïtalski, Fiodor Balakirev, Lioudmila Babenko, V. Bobrov, Aleksandr Danilov, Vladimir Kotchourikhine, Edouard Vill,

## Distinctions
Le film a été présenté en sélection officielle en compétition au Festival de Cannes 1967.